# Cochliobolus victoriae
Cochliobolus victoriae es un hongo patógeno de plantas.  Produce la enfermedad conocida como "victoria blight" o Helmintosporosis, que afecta a la avena y a cereales similares. La helmintosporosis fue descubierta por Frances Meehan Latterell, una fitopatóloga estadounidense. Este estudio fue esencial para la aceptación de que las enfermedades en las plantas también podían estar causadas por toxinas.